# 忠宣王
忠宣王（ちゅうせんおう、1275年10月20日 - 1325年6月23日）は第26代高麗王（在位1298年、1308年 - 1313年）。
第25代国王忠烈王とクビライの娘の荘穆王后との間の長男として生まれ、元の宮廷で育った。母方の従兄に元の第2代皇帝のテムル。妃はクビライの曾孫娘の薊国大長公主宝塔実憐。子は忠粛王（次男）等。姓は王、名は璋、初名は謜。蒙古名は益知礼普花（イジリブカ、 ᠵᠢᠵᠢᠭ ᠪᠤᠬ᠎ᠠ、Iǰirbuqa）。諡号は忠宣憲孝大王（太尉王）。
治世中に権塩法を施行し塩の専売制を実施した。

## 略年表
- 1291年 世子（特進上柱国高麗国王世子）として冊封。
- 1292年 趙妃が世子嬪に揀択されて入宮。
- 1295年 8月 忠烈王の代行後元に戻る。
- 1296年 11月 元の晋王カマラの娘の宝塔実憐と婚姻。
- 1298年 趙妃誣告事件（薊国大長公主が趙妃を嫉み誣告）→忠烈王が復位。
- 1308年 瀋王に冊封後、忠烈王死去によって高麗王に冊封。
- 1316年 瀋王を世子王暠[3]（忠烈王の子の江陽公王滋の次男）に譲位。王暠はカマラの子のスンシャンの娘の訥倫公主を娶り、駙馬になる。
- 1320年 吐蕃（チベット）に流される。3年後、泰定帝の赦免を受けて戻る。
- 1325年 5月 大都にて死去。

## 家族関係
- 母方の祖父：クビライ
- 父：忠烈王
- 母：荘穆王后
- 后妃
  - 薊国大長公主 宝塔実憐（?-1315年）- 母方の従兄のカマラの娘で、クビライの曾孫女で、テムルの姪で王にとっては従姪。
  - 懿妃 也速真（?-1316年）- モンゴル出身だが、正確な家系は不詳。公主の称号等が無いことから、皇族出身ではないと言われている。薊国大長公主が嫁ぐ以前に、婚姻していた。
  - 静妃 王氏（?-1345年）- 高麗王族出身で西原侯王瑛（20代神宗の曾孫で34代恭譲王の高祖父）の娘。叔母に貞信府主王氏（忠烈王妃）。1287年、元に貢女として行く予定であったが、王が母の荘穆王后に訴えた為、中止となった。1289年に婚姻し、王にとっての初めての妃である。
  - 趙妃（生没年不詳）- 趙仁規の娘で、王から寵愛を得た。しかし、薊国大長公主に嫉妬され元に、趙妃とその家族が呪詛していると訴えられた。家族と共に、元へ強制的に連行された。その後の彼女の足跡は不明である。
  - 順和院妃 洪氏（?-1306年）- 忠粛王の妃の明徳王后の姉。
  - 順妃 許氏（1271年-1335年）- 未亡人であり、前夫は王族で平陽公王昡（23代高宗の娘の寿興宮主と新陽公王㻇の孫で、24代元宗の娘の慶安宮主と斉安公王淑の子）で、間に3男4女がいた。曾孫娘に恭譲王の妃の順妃盧氏（四女の慶寧翁主の孫娘）。

- 子女
  - 長男：広陵君 王鑑（?-1310年）- 母は懿妃。世子となるが、王位継承問題で誤解が生まれ、死刑となった。
  - 次男：忠粛王 王燾 - 母は懿妃。
  - 三男：徳興君 王譓（1314年-1367年）- 母は不詳（宮女）。幼少期に出家した為、婚姻及び子女は無し。元へ派遣されることもしばしばあり、指示で高麗を侵攻し、甥の恭愍王の政権奪取を狙ったが失敗。島流しとなり、配流先で死去。
  - 長女：寿春翁主（?-1345年）- 母は不詳。唯一の王女。順妃許氏の甥で医官の許悰に嫁いだ。

## 登場作品

### テレビドラマ
- 王は愛する（2017年、MBC、配役：イム・シワン）